# Billy Buckskin
Billy Buckskin (littéralement « peau de cerf ») est un comics dont le héros est un adolescent trappeur. Si l’histoire se déroule à peu près au même moment que ses modèles comme Davy Crockett ou Jim Bowie, l’action se situe dans le sud-ouest des États-Unis, sans plus de précision. 

## Contexte
Le succès phénoménal, bien qu’inattendu, de la série télévisée Davy Crockett en 1954 entraina les éditeurs de comics américains à créer différentes revues avec des frontier men. Au Tomahawk de DC présent dès 1950, vinrent s’ajouter de nombreuses revues avec Daniel Boone, Davy Crockett, Jim Bowie et autres Ben Bowie.
Billy Buckskin fut la réponse d’Atlas Comics, le futur Marvel, à cette Dave Crockett craze. Le journal ne fera pas long feu puisque seuls trois numéros seront tirés. Le personnage apparaitra également mais de manière fugace dans trois autres revues du groupe. En tout et pour tout paraîtront en moins d’un an (novembre 1955 – août 1956), dix-neuf histoires dont la longueur ne permettait pas de développer réellement les personnages, ce qui explique sans doute l’insuccès de la série.

## Publications
Dix-neuf histoires soit quatre-vingt quinze planches. Tous les dessins sont de Mort Drucker sauf trois par Tony DiPreta. Le ou les scénariste(s) sont inconnus sauf dix-sept par Stan Lee qui est très vraisemblablement l’auteur d’autres épisodes.

### Épisodes
1, novembre 1955
- 1 : Sans titre – 6 planches
- 2 : Assault! – 6 planches
- 3 : Attack in Eagle County – 5 planches
- 4 : Sans titre – 6 planches. Réédité plus tard dans d’autres revues du groupe sous le titre All for a Kiss

2, janvier 1956
- 5 : Ambush! – 4 planches
- 6 : Treachery at Dawn! – 5 planches
- 7 : Fateful Decision! – 5 planches
- 8 : Trapped – 5 planches

3, mars 1956
- 9 : Thieves In the Night! – 5 planches
- 10 : War Party! – 5 planches
- 11 : Desperate Mission! – 4 planches
- 12 : Shadow of Defeat! – 5 planches

### Gunsmoke Western
32, décembre 1955
- 13 : Siege – 5 planches

33, février 1956
- 14 : Scourge of the Frontier – 5 planches

34, avril 1956
- 15 : Scourge of the Frontier – 5 planches

### Wild Western
48, mars 1956
- 16 : Perilous Journey – 5 planches

49, mai 1956
- 17 : Wrath of the Kiowas – 5 planches

### Frontier Western
3, juin 1956
- 18 : Rampage – 5 planches

4, août 1956
- 19 : Battle for Survival! – 4 planches